# Hammerlock (película)
Hammerlock es una película estadounidense del género comedia de 2000, dirigida por Chris McIntyre, musicalizada por Wayne Scott Joness, a cargo de la fotografía estuvo Lila Javan y el elenco está compuesto por Pat Morita, Reggie Currelley y Roger E. Mosley, entre otros. Este largometraje fue realizado por Ardustry Home Entertainment y Castle Hill Productions.

## Sinopsis
Dos carceleros tienen 48 horas para atrapar a dos peligrosos presidiarios que se escaparon mientras los llevaban a otra penitenciaría.